# Hybodontiformes
A Hybodontiformes a porcos halak osztályának egy fosszilis rendje. Szoros rokonsági viszonyban vannak a ma élő cápák Neoselachii csoportjával.
A rendbe tartozó fajok, amelyek nagyjából 2 méter hosszúak voltak, elterjedtek voltak a földtörténeti késő devontól (Roongodus phijani Vachik Hairapetian & Michael Ginter, 2009), a késő krétáig (Ptychodus decurrens Agassiz, 1848). Néhány ma élő cápa szoros rokon vonásokat mutat ezzel a típussal, például Heterodontus, Hexanchus, Chlamydoselache.
A földtörténeti perm időszak végére az őscápák nagy része kipusztult - ekkor a tengeri fajok 99%-a tűnt el. Ezt a tömeges kihalási hullámot csak a ma élő cápák ősei és a Hybodontiformes csoport élte túl.

## Tudnivalók
A korai Cladoselachimorpha őscápák és a Hybodontiformes közötti eltérés:
- A devon időszaki cápák orra tompa és kerek, az állkapocs hosszú és a fej első részéig nyúlik. A mai cápáknál az orr hosszú és elhegyesedő, az állkapocs rövid és az agykoponya alatt van. A hosszú állkapocs gyengébb, mint a rövid állkapocs, ezért a korai porcos halaknak feltehetően gyengébb harapásuk is volt.
- A korai cápák felső állkapcsa elöl és hátul is fel volt függesztve (amphistyalis), míg a hybodonták esetében az állkapocs felfüggesztése megszűnik (hiostylias). Mindebből kitűnik, hogy ennek következtében a korai cápák az állkapcsukat nem tudták harapáskor előre tolni úgy, mint a már fejlettebb hybodonták, vagy a mai cápák.
- A hybodontáknál megjelenik a farokalatti úszó, a hasúszókból a hímeknél kialakul a párzószerv, e tekintetben is a mai cápákra hasonlítottak.
- A hybodontáknak volt egy különleges megkülönböztető jegyük; a hímek fején volt általában kettő, vagy több, egyenként egy-egy éles kampós fullánk (tüske), amelyek 15 cm-t, és az egy méter hosszúgot is elérték (Bathydrepanus rodloxi).[3] Ennek a  'fullánknak' a szaporodásban volt jelentősége.

A cápák csontváza porcokból áll nem csontokból, ezért nem kövesednek meg mindig, ellenben a lenyomatuk sokszor fennmaradt. Az egyetlen része a cápának ami megkövesedhet az a foga, melyet számtalanszor cserél ki élete során. A Hybodus megkövesedett fogai eléggé gyakoriak és megtalálhatók a jura időszaki rétegben az egész világon. Sőt egyes helyeken nagyon is gyakoriak a Hybodus fogak, például a Bakony és a Balaton környéke. Amit az őslénykutatók az őscápákról ismernek, azt nemcsak a fogak tanulmányozásából tudják, hanem a fennmaradt lenyomatukból a váz szerkezetére, valamint a biológiájukra is következtetni tudnak (állatlenyomat sokszorítás).
A Hybodus állkapcsában két fogsor található, ami változatos étrendet mutat. Az egyik fogsor éles, alkalmas a csúszós halak és tintahalak felszeleteléséhez. A második sorban lapos és erős fogak ültek, amellyel a cápa, a puhatestűek házát és a tengerisünöket törte fel. A fogak mérete alapján a hybodonták nagyjából 300 kilogramm tömegűek lehettek.

## Rendszerezés
A rendbe az alábbi családokat és nemeket sorolják:
- † Hybodontidae (Owen, 1846)
  - † Hybodus
  - † Arctacanthus
  - † Hamatus
  - † Carcharopsis
  - † Dabasacanthus
  - † Doratodus
  - † Echinodus
  - † Egertonodus
  - † Polyacrodus
  - † Hamiltonichthyes
  - † Heteroptychodus
  - † Holmacanthus
  - † Hybocladodus
  - † Khoratodus
  - † Polyacrodus
  - † Meristodon
  - † Lambdodus
  - † Moyacanthus
  - † Nemacanthus
  - † Onychoselache
  - † Petrodus
  - † Thaiodus
  - † Mukdahanodus
  - † Pororhiza
  - † Sphenacanthus
  - † Styracodus
  - † Priohybodus
  - † Tribodus
  - † Trichorhipis
  - † Wodnika
- † Acrodontidae (Casier, 1959)
  - † Acrodus
  - † Asteracanthus
  - † Bdellodus
- † Lonchidiidae (Herman, 1977)
  - † Lonchidion
  - † Lonchiodon
  - † Diplolissodus
  - † Lissodus
  - † Polyacrodus
  - † Parvodus
  - † Vectiselachos
- † Polyacrodontidae (Glickman, 1964)
  - † Polyacrodus
  - † Palaeobates
  - † Roongodus
- † Protacrodontoidae (Zangerl, 1981)
  - † Protacrodus
  - † Deihim
  - † Holmesella
  - † Tamiobatis
- † Pseudodalatiidae (Reif, 1978)
  - † Pseudodalatias
- † Ptychodontidae (Jaekel, 1898)
  - † Ptychodus
- † Steinbachodontidae (Reif, 1980)
  - † Steinbachodus
- † unranked genus
  - † Arauzia
  - † Bathydrepanus